# Бронзове дзеркало

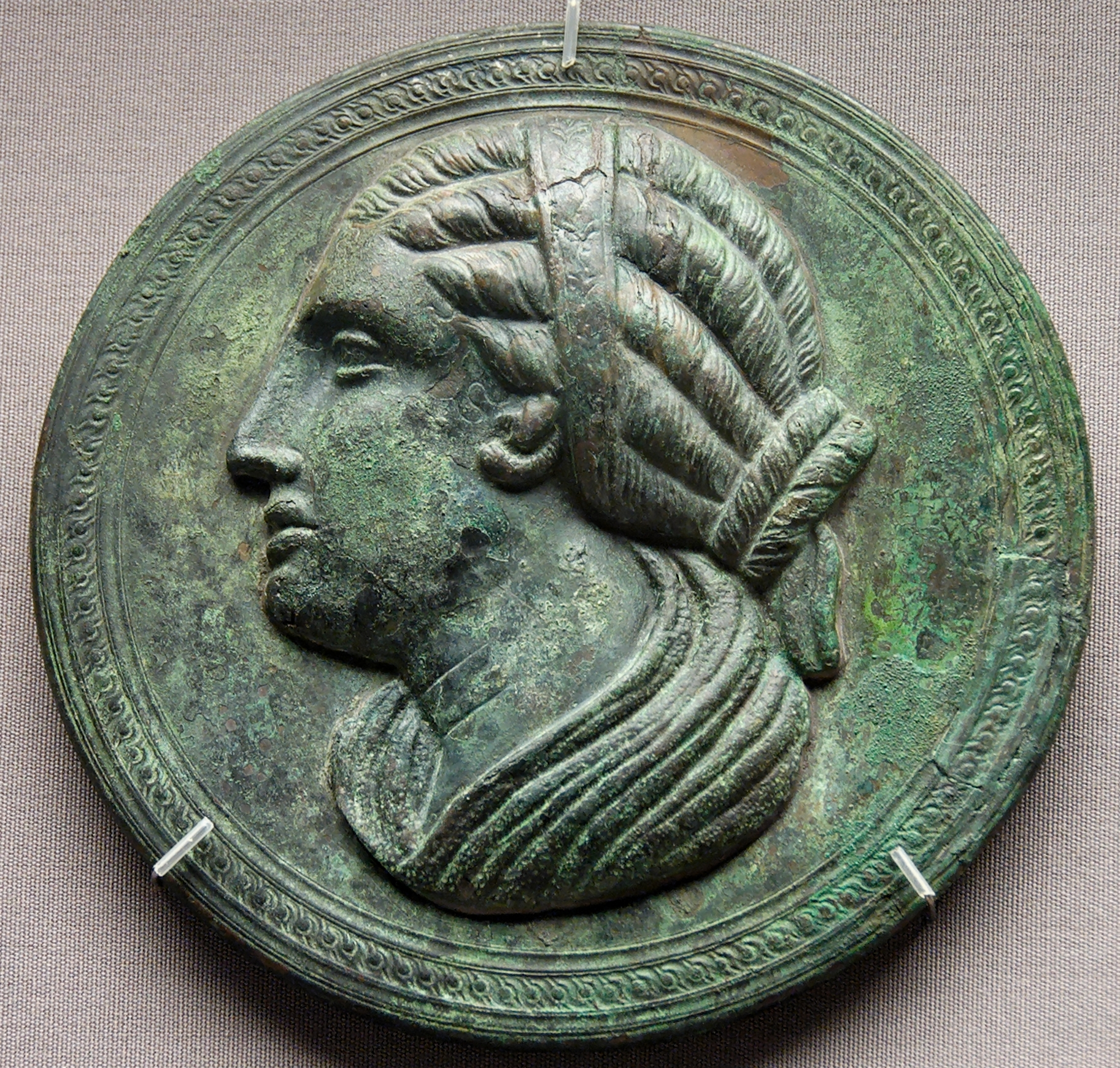
Зворотна сторона дзеркала з Криту. Греція (300—275 до Р. Х.)

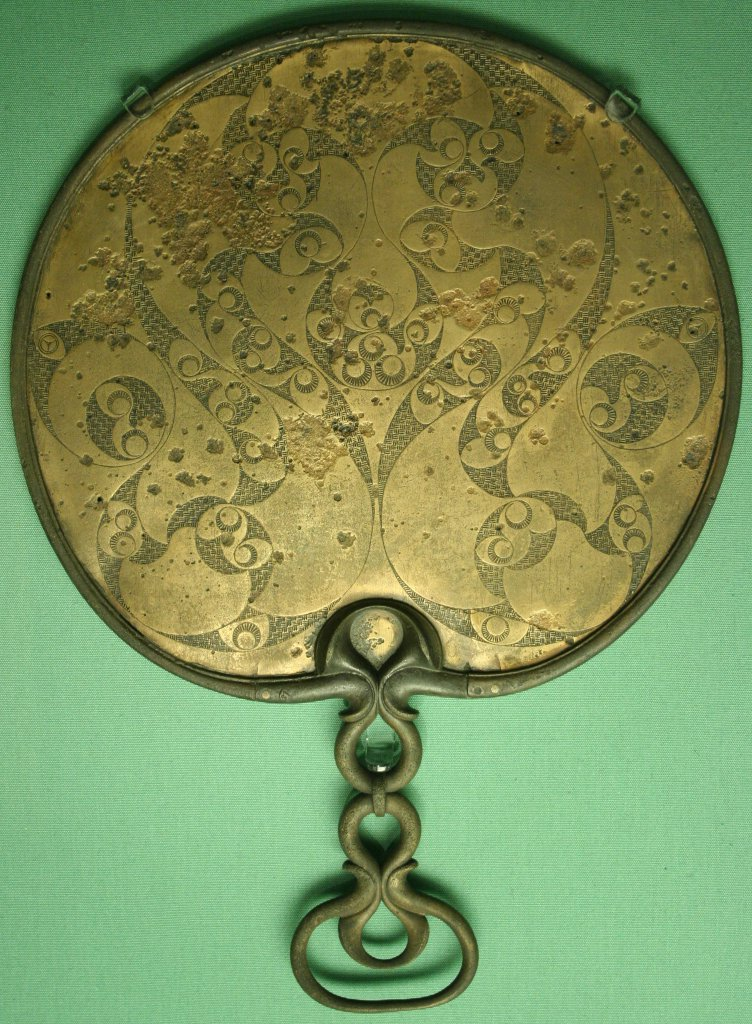
Зворотна сторона римо-кельтського дзеркала з Британії.

Бронзове дзеркало (англ. Bronze mirror; яп. 銅鏡, докьо) — бронзові дзеркала, попередники сучасних скляних дзеркал, що виготовлялися у Євразії з 1 тисячоліття до Р.Х до пізнього середньовіччя.
В Європі бронзові дзеркала виготовлялися у бронзовій добі. Археологи знаходять їх у поселеннях і могильниках українського Причорномор'я, Балкан, Центральної Європи, Апеннінського і Піренейського півостровів, а також Британії. Виробниками дзеркал були греки, етруски, кельти та інші народи.
Бронзові дзеркала здавна були відомі також на Близькому Сході і Центральній Азії, Індії та Східній Азії.
Одними з найбільш ранніх зразків бронзових дзеркал знаходять у Китаї, що належать неолітичній культурі Ціцзя і датуються 2 тисячоліттям до Р. Х. Масове виробництво цих дзеркал розпочалося лише наприкінці 1 тисячолітя до Р. Х. в часи правління династії Хань. Це були так звані TLV дзеркала, з багатим художнім оформленням. Вони продовжували виготовлятися до 9 століття, після чого попит на них знизився. Бронзові дзеркала практично вийшли з ужитку в Китаї з появою у 16 столітті європейських скляних дзеркал.
З Китаю бронзові дзеркала потрапили до Кореї і Японії. Японські бронзові дзеркала називалися докьо.